# Laboratorio de Arqueología Experimental UAM
El Laboratorio de Arqueología Experimental UAM (LAEX-UAM) es un espacio para la docencia, la investigación y la divulgación ubicado en el Departamento de Prehistoria y Arqueología, de la facultad de Filosofía y Letras de la Universidad Autónoma de Madrid. Se trata del laboratorio más antiguo de Arqueología Experimental de España, con más de 30 años de trayectoria.

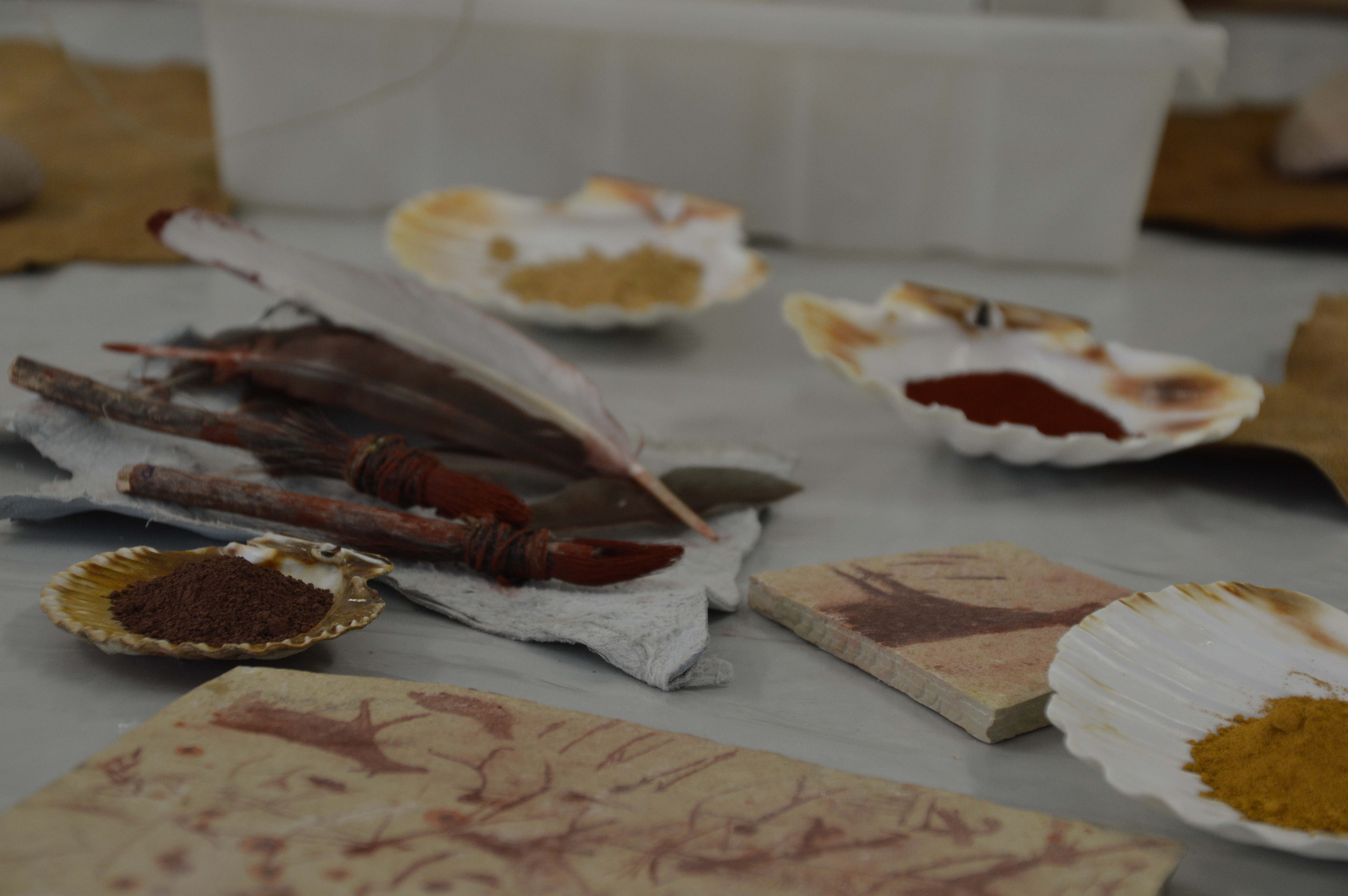
Material didáctico para la divulgación del arte paleolítico

## Historia
Su inicio se remonta a principios de los años 90, y en concreto a una idea de las entonces profesoras Rosario Lucas Pellicer y Concepción Blasco Bosqued. Ellas vieron todas las ventajas y nuevas perspectivas que la experimentación en Arqueología podría aportar a la investigación y al aprendizaje de las nuevas generaciones de estudiantes, investigadores y docentes.
En sus comienzos, era un espacio destinado a realizar prácticas de Prehistoria con materiales líticos y orgánicos para los alumnos de la Licenciatura de Geografía e Historia. Sin embargo, poco a poco el germen de la experimentación fue creciendo gracias a su utilidad formativa y de investigación.
El verdadero impulso vino con el profesor Javier Baena Preysler quien consiguió hacer de la Arqueología Experimental una asignatura incluida hasta hoy en los planes de estudio oficiales y se convirtió, en un referente en esta materia. Con este nuevo empuje, el laboratorio consiguió dotarse progresivamente de nuevos recursos e infraestructuras.

## Docencia, investigación y divulgación científica
Con el paso del tiempo, este laboratorio se ha convertido en un referente en la Arqueología Experimental tanto para la docencia y el aprendizaje (cursos y prácticas), como para la investigación. Se vienen desarrollando proyectos nacionales e internacionales, de todo tipo de cronologías. Además, destaca la creación, en 1997, del Boletín de Arqueología Experimental, una publicación que aúna docencia, investigación y divulgación.
Asimismo, es un espacio que se ha ido afianzando en un ámbito de gran relevancia en el mundo actual: la divulgación. Por eso, este laboratorio se encuentra adscrito a la EXARC desde 2016, la mayor asociación a nivel mundial que agrupa a centros e investigadores dedicados a la Arqueología Experimental y Museos al Aire Libre. Destacan sus  numerosas acciones para dar a conocer su labor a la ciudadanía participando entre otros eventos en la Semana de la Ciencia, la Noche Europea de los Investigadores o el Día Internacional de la Mujer y la Niña en la Ciencia; o impulsando su visibilidad en las Redes Sociales donde muestra parte de sus actividades con el objetivo de acercar a los especialistas y a la sociedad.